# Lampo (cacciatorpediniere 1932)
Il Lampo è stato un cacciatorpediniere della Regia Marina.

## Storia
Una volta in servizio fu assegnato alla VIII Squadriglia Cacciatorpediniere, insieme ai gemelli Folgore, Fulmine e Baleno.
Nell'autunno 1936 prese parte alla guerra civile spagnola.
Il 23 novembre 1938 fu accidentalmente speronato dall'incrociatore pesante Pola nel corso di un'esercitazione: entrambe le navi ebbero gravi danni ed il Lampo perse la prua, con alcune vittime a bordo. I lavori di riparazione si protrassero sino al 22 maggio 1939.
Alle 14.10 del 7 luglio 1940 partì da Taranto insieme ai gemelli, alle corazzate Giulio Cesare e Conte di Cavour ed alla VII Squadriglia Cacciatorpediniere (Freccia, Dardo, Saetta, Strale) in appoggio ad un convoglio per la Libia (composto dai trasporti truppe Esperia e Calitea, motonavi Marco Foscarini, Francesco Barbaro e Vettor Pisani, scortati dalle torpediniere Orsa, Procione, Orione, Pegaso, Abba e Pilo). 
Questa formazione si andò poi ad unire alla I e II Squadra Navale, partecipando alla battaglia di Punta Stilo del 9 luglio.
All'inizio del 1941 subì alcuni lavori di modifica, che comportarono lo sbarco di tutte le mitragliere preesistenti e la loro sostituzione con 6 mitragliere da 20 mm.
Il 5 marzo salpò da Napoli scortando, insieme ai cacciatorpediniere Folgore, da Noli, Vivaldi e Malocello, i trasporti tedeschi Ankara, Reichenfels, Marburg e Kybfels; dopo una tappa a Palermo l'8, l'indomani il convoglio proseguì per la Libia.
Il 12 marzo salpò da Tripoli per scortare, insieme al gemello Fulmine, i mercantili Arcturus e Wachtfels di ritorno a Napoli; il convoglio giunse a destinazione il 14.
Il 27 marzo faceva parte della scorta di un convoglio che fu attaccato dal sommergibile britannico Utmost: il piroscafo tedesco Heraklea venne affondato, un altro, il Ruhr, fu colpito ma rimase a galla.
Nella sera del 13 aprile, lasciò Napoli al comando del capitano di corvetta E. Marano per scortare a Tripoli, unitamente ai cacciatorpediniere Lampo e Tarigo, il convoglio «Tarigo», composto dai piroscafi Arta, Adana, Aegina, Iserlohn e Sabaudia, con un carico di munizioni, carburante, veicoli, carri armati, truppe ed equipaggiamenti per il Deutsches Afrikakorps. Nella notte tra il 14 ed il 15 il convoglio fu disperso dal maltempo; ricomposto, fu poi avvistato da ricognitori britannici. Alle 2.20 del 16 aprile, mentre si trovava in prossimità delle secche di Kerkenna (costa tunisina) il convoglio fu attaccato a sorpresa dai cacciatorpediniere HMS Jervis, HMS Janus, HMS Nubian e HMS Mohawk: nel violento scontro che ne seguì affondarono il Tarigo, il Sabaudia, l’Aegina e l’Iserlohn, nonché il britannico Mohawk (silurato dal Tarigo); l’Arta, l’Adana ed il Baleno, ridotti a relitti galleggianti, finirono incagliati sulle secche. All'inizio del combattimento il Lampo, che procedeva di lato al convoglio, fu la prima nave a venire cannoneggiata dalle navi britanniche: fece in tempo a sparare solo tre salve ed a lanciare infruttuosamente alcuni siluri, poi fu più volte centrato con effetti devastanti: il fumaiolo fu squarciato da un proiettile, un altro distrusse il complesso poppiero da 120, altri centrarono le caldaie e aprirono falle nello scafo, facendo strage dell'equipaggio. Divorato dalle fiamme, il Lampo andò ad incagliarsi, verso le cinque, a 6,5 miglia per 228° dalla boa n. 3 delle secche di Kerkenna; i depositi munizioni furono allagati per evitarne l'esplosione e la nave, posatasi sul fondale (il ponte di coperta emergeva comunque dall'acqua, sebbene di poco) fu abbandonata dai superstiti: 64 su un equipaggio di 205 uomini.
Il 4 luglio la nave soccorso Epomeo si portò accanto al relitto del cacciatorpediniere e recuperò i numerosi corpi rimasti a bordo, dando loro sepoltura in mare.
L'8 agosto ebbero inizio i lavori per recuperare il Lampo e tre giorni dopo la nave poté essere dinsicagliata e rimorchiata a Palermo dalla nave recuperi Artiglio II. Trainata poi a Napoli, quindi a La Spezia, ultima tappa a Genova dove entro'  in bacino e sottoposta a lavori di riparazione che si protrassero dal 21 settembre 1941 al 18 maggio 1942. Nell'occasione la nave fu dotata di un impianto binato di mitragliere da 20 mm.
Nel settembre 1942 effettuò la scorta di tre convogli: il primo, verso Tobruch, formato dalle motonavi Ankara e Sestriere, il secondo, per Suda, composto dalla sola nave cisterna Proserpina, ed il terzo formato dalle motonavi Unione e Francesco Barbaro; quest'ultima fu silurata dal sommergibile HMS Umbra e, nonostante un tentativo di rimorchio, s'incendiò ed affondò al largo di Navarino.
Alla mezzanotte del 12 ottobre salpò da Corfù di scorta, insieme alla torpediniera Partenope, alla moderna motonave Foscolo; le tre unità si aggregarono ad un convoglio (motonave D'Annunzio scortata dai cacciatorpediniere Folgore e da Recco e dalle torpediniere Ardito e Clio) e giunsero indenni in porto il 14, nonostante continui attacchi aerei che vennero respinti con il fuoco delle armi di bordo. Il Lampo e le altre navi scorta ripartirono in giornata e scortarono poi le motonavi Sestriere e Ruhr in rotta di rientro, senza venire attaccati.
Il 28-29 novembre 1942, al comando del capitano di corvetta Cuzzaniti, scortò da Taranto a Palermo, insieme al cacciatorpediniere Da Recco, il piroscafo Anna Maria Gualdi e la nave cisterna Giorgio; il Gualdi dovette rientrare a causa di un guasto in sala macchine, mentre le altre tre unità giunsero indenni a Palermo, nonostante un attacco di aerosiluranti nella notte tra il 28 ed il 29.
Alle nove di mattina del 1º dicembre salpò da Palermo per scortare a Tunisi, insieme alla torpediniera Climene, la motocisterna Giorgio, carica di benzina; tale nave, però, fu colpita da aerei, e s'incendiò, ma l'incendio, dopo alcune ore, poté essere circoscritto ed il Lampo portò la nave ad incagliare nei pressi di Trapani, da dove poi la Giorgio fu rimorchiata a Palermo.
Il giorno seguente fu inviato (insieme ai cacciatorpediniere da Noli e Pigafetta ed alla torpediniera Partenope) al banco di Skerki per soccorrere i superstiti delle navi affondate nel combattimento che si era tenuto tra il convoglio H e la Forza Q britannica.
Il 28 dicembre era di scorta alla motonave tedesca Gran che fu silurata dal sommergibile HMS Ursula; il Lampo non poté che trarre in salvo i naufraghi.
Il 17 febbraio 1943 era di scorta alla motonave Col di Lana quando questa fu affondata da aerosiluranti; non poté salvare i naufraghi perché continuamente attaccato (a questo compito provvide poi la nave soccorso Capri).
Il 22 febbraio soccorse i superstiti del piroscafo tedesco Gerd, affondato da aerei nei pressi del Banco di Skerki.
Il 30 aprile, alle undici di mattina, salpò da Trapani al comando del capitano di corvetta Loris Albanese, per trasportare a Tunisi 52 tonnellate di munizioni (stivate a prua ed a poppa); attaccato da aerei, fu centrato da varie bombe e s'incendiò, scosso da esplosioni, con decine di vittime a bordo. I depositi munizioni furono allagati per evitarne lo scoppio ma, dato che lo sbandamento andava aumentando, fu necessario abbandonare la nave, che fu finita poco dopo da un secondo attacco aereo, inabissandosi alle 19.12 a 6 miglia per 280° da Ras Mustafà sulla costa tunisina.
Scomparvero in mare 60 uomini dei 213 che componevano l'equipaggio della nave.
Il Lampo aveva effettuato complessivamente 137 missioni di guerra (3 con le forze navali, 10 di caccia antisommergibile, 62 di scorta convogli, 10 addestrative e 52 di trasferimento o di altro tipo), percorrendo 36.651 miglia e trascorrendo 502 giorni ai lavori.

### Comandanti
Capitano di corvetta Guglielmo Bolla (nato a Bari il 28 febbraio 1899) (1934)
Capitano di corvetta Mario Mastrangelo (nato a La Spezia il 10 gennaio 1900) (1936)
Capitano di fregata Francesco Ruta (nato ad Aversa il 3 marzo 1899) (13 settembre 1937 - novembre 1938)
Capitano di corvetta Luigi Guida (nato a Napoli il 29 ottobre 1904) (febbraio 1940 - gennaio 1941)
Capitano di corvetta Enrico Marano (nato a Cittaducale il 3 ottobre 1903) (gennaio 1941 - 16 aprile 1941)
Capitano di corvetta Antonio Cuzzaniti (nato a La Spezia il 23 gennaio 1908) (15 aprile - 16 dicembre 1942)
Capitano di corvetta Loris Albanese (nato a Giuncarico il 17 dicembre 1907) (17 dicembre 1942 - 30 aprile 1943)